# Миссия ООН по наблюдению в Грузии
Ми́ссия ОО́Н по наблюде́нию в Гру́зии (МООННГ) (1993—2009) — миротворческая наблюдательная миссия, следившая за действиями вооружённого миротворческого контингента (сил КСПМ) в Абхазии.

## Описание

### Структура
В 2003 году в состав МООННГ был включён гражданский полицейский компонент для содействия местным правоохранительным органам в борьбе с преступностью. Хотя предполагалось разместить полицейских и на абхазской, и на грузинской стороне, абхазские власти так и не дали согласия на их направление в Гальский район.

### Область патрулирования
Миссия выполняла свой мандат посредством ежедневного наземного патрулирования из своей штаб-квартиры в Сухуми и штабов двух секторов в Гали и Зугдиди, а также регулярного патрулирования с использованием вертолётов. Таким образом Миссии удавалось охватывать всю свою зону ответственности, за исключением северной части Кодорского ущелья, где патрулирование было с некоторого времени приостановлено по соображениям безопасности.

## История
МООНГ была учреждена 24 августа 1993 года резолюцией 858 (1993) Совета Безопасности ООН в ходе войны в Абхазии для проверки выполнения соглашения о прекращении огня от 27 июля 1993 года, заключённого между правительством Грузии и фактическими властями Абхазии, с уделением особого внимания положению в городе Сухуми, а также для расследования сообщений о нарушениях прекращения огня и осуществления усилий по урегулированию подобных инцидентов с вовлечёнными сторонами. Санкционированная численность Миссии составляла 88 военных наблюдателей.
После того, как в связи с возобновлением боевых действий в Абхазии в сентябре 1993 года первоначальный мандат МООННГ утратил свою силу, Совет Безопасности ООН предоставил Миссии временный мандат на то, чтобы поддерживать контакты с обеими сторонами в конфликте и с военными контингентами Российской Федерации и наблюдать за ситуацией. Дальнейшее развёртывание Миссии было приостановлено.
14 мая 1994 года после нескольких раундов сложных переговоров, проходивших под руководством Специального посланника Генерального секретаря ООН, грузинская и абхазская стороны подписали в Москве Соглашение о прекращении огня и разъединении сил. Стороны договорились о развёртывании миротворческих сил СНГ с целью наблюдения за соблюдением Соглашения, при этом МООННГ будет наблюдать за осуществлением Соглашения и за деятельностью миротворческих сил СНГ.
Совет Безопасности ООН санкционировал увеличение численности МООННГ до 136 военных наблюдателей и постановил, что мандат расширенной Миссии будет включать следующее:
- наблюдение и контроль за выполнением сторонами Соглашения о прекращении огня и разъединении сил, подписанного в Москве 14 мая 1994 года;
- наблюдение за операцией миротворческих сил СНГ в рамках осуществления Соглашения;
- контроль за тем, чтобы войска сторон не оставались в зоне безопасности и не возвращались в неё и чтобы тяжёлая боевая техника не оставалась в зоне безопасности или зоне ограничения вооружений и не вводилась туда вновь;
- наблюдение за районами хранения тяжёлой боевой техники, выведенной из зоны безопасности и зоны ограничения вооружений, в случае необходимости в сотрудничестве с миротворческими силами СНГ;
- наблюдение за выводом войск Республики Грузия из Кодорского ущелья в места за пределами Абхазии;
- регулярное патрулирование Кодорского ущелья;
- расследование по просьбе любой стороны или миротворческих сил СНГ или по своей собственной инициативе сообщений или утверждений о нарушениях Соглашения и попытки урегулирования или содействия урегулированию таких инцидентов;
- поддержание тесных контактов с обеими сторонами в конфликте и сотрудничестве с миротворческими силами СНГ, а также содействие, благодаря своему присутствию в районе, созданию благоприятных условий для безопасного и упорядоченного возвращения беженцев и перемещённых лиц[3].

Каждые полгода СБ ООН рассматривал очередной доклад генерального секретаря о ситуации в Абхазии и продлевал мандат МООННГ на следующие шесть месяцев. Доклады генсека охватывали как ход переговорного процесса, так и положение на местах.
10 декабря 1996 года в Сухуми в рамках МООННГ было создано Отделение ООН по защите и поощрению прав человека в Абхазии, укомплектованное на совместной основе персоналом Управления Верховного комиссара ООН по правам человека и ОБСЕ. Его мандат предусматривал функции защиты, включая сбор информации у пострадавших и свидетелей и ведение индивидуальных жалоб на процессуальные нарушения, безнаказанность, недозволенное обращение с задержанными, насильственные исчезновения, нарушения имущественных прав и пр. Открытие филиала этого отделения в Гали для работы с возвращающимися грузинскими жителями неизменно блокировалось абхазской стороной, несмотря на неоднократные призывы Совета безопасности.
Как отмечают в ООН, несмотря на все усилия, прилагавшиеся в течение последовавших лет для содействия стабилизации положения и достижения всеобъемлющего политического урегулирования, включая урегулирование вопроса о будущем политическом статусе Абхазии в составе Грузии и возвращение беженцев и перемещённых лиц, по ключевым вопросам переговоров было достигнуто мало существенных результатов, и грузино-абхазский мирный процесс не получил развития.
Общая обстановка в зоне конфликта оставалась в целом спокойной, но весьма нестабильной; основными дестабилизирующими факторами являлись разгул преступности и беззаконие. Местное население в обоих секторах постоянно жаловалось на то, что его терроризируют и запугивают незаконные вооружённые группы. Неоднократно отмечались нарушения Соглашения о прекращении огня и разъединении сил от 14 мая 1994 года и ограничения на свободу передвижения сотрудников МООННГ. Главную угрозу для безопасности и охраны персонала Миссии представлял высокий уровень преступности в районе конфликта и неспособность местных правоохранительных органов эффективно решать эту проблему. Недостатки абхазских правоохранительных органов были особенно заметны в южной части Гальской зоны безопасности, в то время как грузинские власти, как представлялось, не осуществляли полного контроля над северной частью Кодорского ущелья.
В августе-октябре 2001 года положение на местах серьёзно ухудшилось из-за возобновления боевых действий в зоне конфликта между абхазскими силами и вооружёнными членами иррегулярных формирований. В этот период МООННГ продолжала вести патрулирование в пределах всего района действия Миссии, за исключением контролируемой грузинской стороной северной части Кодорского ущелья. 8 октября с учётом гарантий безопасности, данных Грузией, и после получения от абхазских властей разрешения на полёт вместе с их гарантиями в отношении того, что иррегулярные формирования были отброшены на север, Миссия направила регулярный вертолётный патруль в Кодорское ущелье. Вскоре после взлёта вертолёт был сбит вблизи входа в ущелье, в 20 км к востоку от Сухуми. При этом погибли все девять невооружённых людей, находившихся на борту вертолёта, включая четырёх военных наблюдателей ООН, двух местных сотрудников ООН и трёх членов экипажа вертолёта. Это был самый серьёзный инцидент в плане безопасности за всю историю МООННГ. Виновные в гибели вертолёта так и не были установлены.
В течение следующих трёх месяцев был достигнут некоторый прогресс в политическом процессе. В середине декабря Специальный представитель Генерального секретаря ООН смог окончательно доработать документ, озаглавленный «Основные принципы распределения полномочий между Тбилиси и Сухуми», который должен был стать основой для конструктивных переговоров о будущем статусе Абхазии в составе Грузии (абхазская сторона, однако, исходя из одностороннего провозглашения независимости Абхазии в 1999 году, отказалась не только обсуждать этот документ, но даже получить его). Тем временем в районе операций МООННГ после боевых действий, прошедших с конца лета по начало осени 2001 года, восстановилось относительное спокойствие. Тем не менее, по-прежнему сохранялась высокая напряжённость, подогреваемая воинственной риторикой и неопределённостью в отношении мандата миротворческих сил СНГ. Ещё одним существенным фактором было продолжающееся присутствие грузинских войск в Кодорском ущелье в нарушение Московского соглашения 1994 года. Эти войска были размещены в октябре 2001 года в связи с боевыми действиями и бомбардировками в этом районе.
В январе 2002 года при посредничестве Специального представителя стороны согласовали протокол, предусматривающий, что МООННГ возобновит патрулирование 1 февраля 2002 года на основе мер безопасности, которые будут выработаны с участием обеих сторон, и подтвердит, что в южной части Кодорского ущелья и в районе Ткварчели нет никакого тяжёлого оружия; что одновременно Грузия приступит к выводу своих войск; и что абхазская сторона обязуется не размещать сил в северной части ущелья и не предпринимать мер военного характера против гражданского населения.
На начало войны в Грузии (август 2008) Миссия ООН, базировавшаяся в Верхнем Кодорском ущелье, Зугдидском и Гальском секторах, располагала 136 военными наблюдателями, на местах в различных точках работало 18 полицейских ООН и 311 гражданских сотрудников.
Ввиду разногласий членов Совета Безопасности по вопросу о продлении мандата Миссии, её деятельность была прекращена в полночь 15 июня 2009 года.